# Жанакурилис (Жамбильський район)
Жанакурили́с (каз. Жаңақұрылыс) — село у складі Жамбильського району Алматинської області Казахстану. Входить до складу Узинагаського сільського округу.
Населення — 5752 особи (2021; 1119 у 2009, 1195 у 1999, 1123 у 1989).